# Пестово (Трегубовське сільське поселення)
Пе́стово (рос. Пестово) — присілок у складі Великоустюзького району Вологодської області, Росія. Входить до складу Трегубовського сільського поселення.

## Населення
Населення — 39 осіб (2010; 37 у 2002).
Національний склад (станом на 2002 рік):
- росіяни — 57 %
- цигани — 40 %